# 원당로 (고양시)
원당로(元堂路, Wondang-ro)는 경기도 고양시 덕양구 성사동 신원당마을앞 교차로와 경기도 고양시 일산동구 사리현동 벽제교삼거리까지 연결하는 도로이다.

## 주요 경유지
경기도
- 고양시 덕양구 (성사동. 주교동. 성사동. 원당동) - 일산동구 사리현동

## 노선
| 이름                | 접속 노선                             | 소재지 | 소재지   | 소재지 | 비고 |
| ------------------- | ------------------------------------- | ------ | -------- | ------ | ---- |
| 신원당마을앞 교차로 | 호국로                                | 고양시 | 덕양구   | 성사동 |      |
| 주교 사거리         | 지방도 제356호선 (고양대로)           | 고양시 | 덕양구   | 성사동 |      |
| 시청앞 교차로       | 호국로777번길 원당로88번길 고양시청로 | 고양시 | 덕양구   | 성사동 |      |
| 원릉역앞 교차로     | 원당로125번길                         | 고양시 | 덕양구   | 주교동 |      |
| 성사 건널목 앞      |                                       | 고양시 | 덕양구   | 성사동 |      |
| 원당 삼거리         |                                       | 고양시 | 덕양구   | 원신동 |      |
| 벽제교 삼거리       | 지방도 제356호선 (성현로)             | 고양시 | 일산동구 | 고봉동 |      |